# Canthochilum
Canthochilum là một chi bọ cánh cứng thuộc họ Scarabaeidae.

## Danh sách loài
- Canthochilum anacaona
- Canthochilum andyi
- Canthochilum baracutey
- Canthochilum borinquensis
- Canthochilum brodzinskyorum
- Canthochilum cemi
- Canthochilum ciboney
- Canthochilum darlingtoni
- Canthochilum guayca
- Canthochilum gundlachi
- Canthochilum hispidum
- Canthochilum histeroides
- Canthochilum magnum
- Canthochilum matthewsi
- Canthochilum mimicum
- Canthochilum nebulonemi
- Canthochilum oakleyi
- Canthochilum pijirigua
- Canthochilum platycnemis
- Canthochilum taino
- Canthochilum tureyra
- Canthochilum xericum